# St. Georg (Pöring)

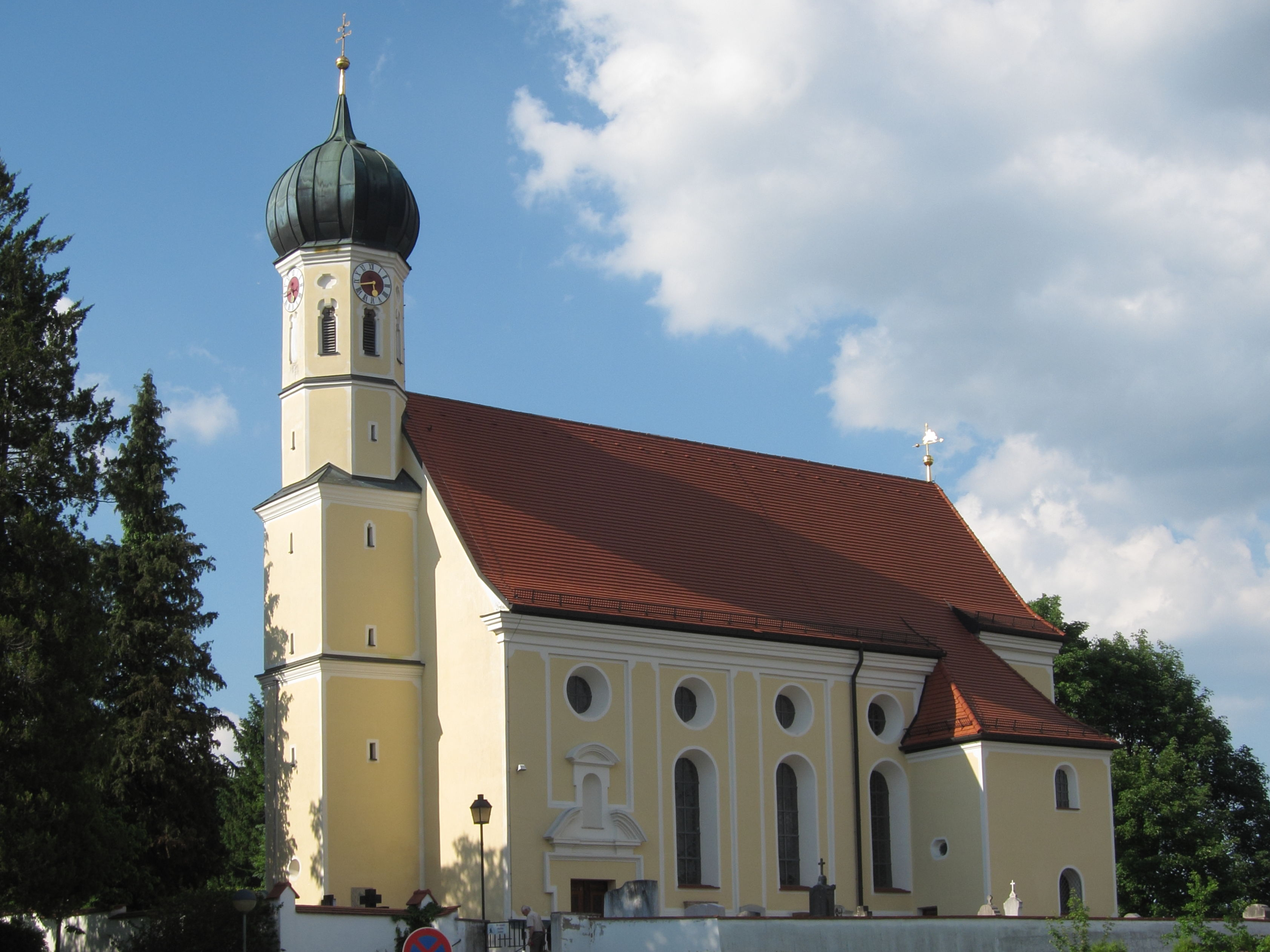
St. Georg in Pöring

Die katholische Filialkirche St. Georg ist ein Baudenkmal in Pöring bei Zorneding.

## Geschichte

Schloss Pöring und St. Georg im Jahr 1701 auf einem Kupferstich von Michael Wening

Pöring wird 885 das erste Mal urkundlich erwähnt. Vermutlich gab es damals schon eine dem heiligen Georg geweihte Kirche oder Kapelle. 1315 wird die Filialkirche St. Georg das erste Mal in Matrikeln genannt. Dieser Bau war vermutlich deutlich kleiner als der aktuelle, worauf Gebäudereste schließen lassen. 1632 und 1648 wurde Pöring im Zuge des Dreißigjährigen Krieges von den Schweden überfallen. Dies führte zu einer Verarmung der Bevölkerung und einem Verfall der Kirche. 1678 wurde ein neuer Turm errichtet. Die Inhaber des Edelsitzes zu Pöring, Johann Paul Freiherr von Millau und seine Frau Katharina Franziska Ligsalz ließen die stark baufällige Kirche bis auf den Turm im Jahre 1696 abreißen und auf ihre Kosten neu erbauen. Sie wurde am 15. Juni 1707 vom Freisinger Fürstbischof Johann Franz Eckher geweiht. Der Baumeister des Neubaus ist nicht überliefert. Aufgrund von Hanglage und Lehmboden kam es in den folgenden Jahrhunderten immer wieder zu Schäden und es waren über die Zeit eine Vielzahl an Renovierungsarbeiten notwendig. So war das Gebäude 1977 bis 1979 wegen Einsturzgefahr geschlossen. Es folgte eine umfassende Sanierung, an der sich auch die Bürger von Pöring beteiligten. 1981/82 wurde der Hauptaltar restauriert und 1996 der Dachstuhl umfassend saniert.

## Baubeschreibung

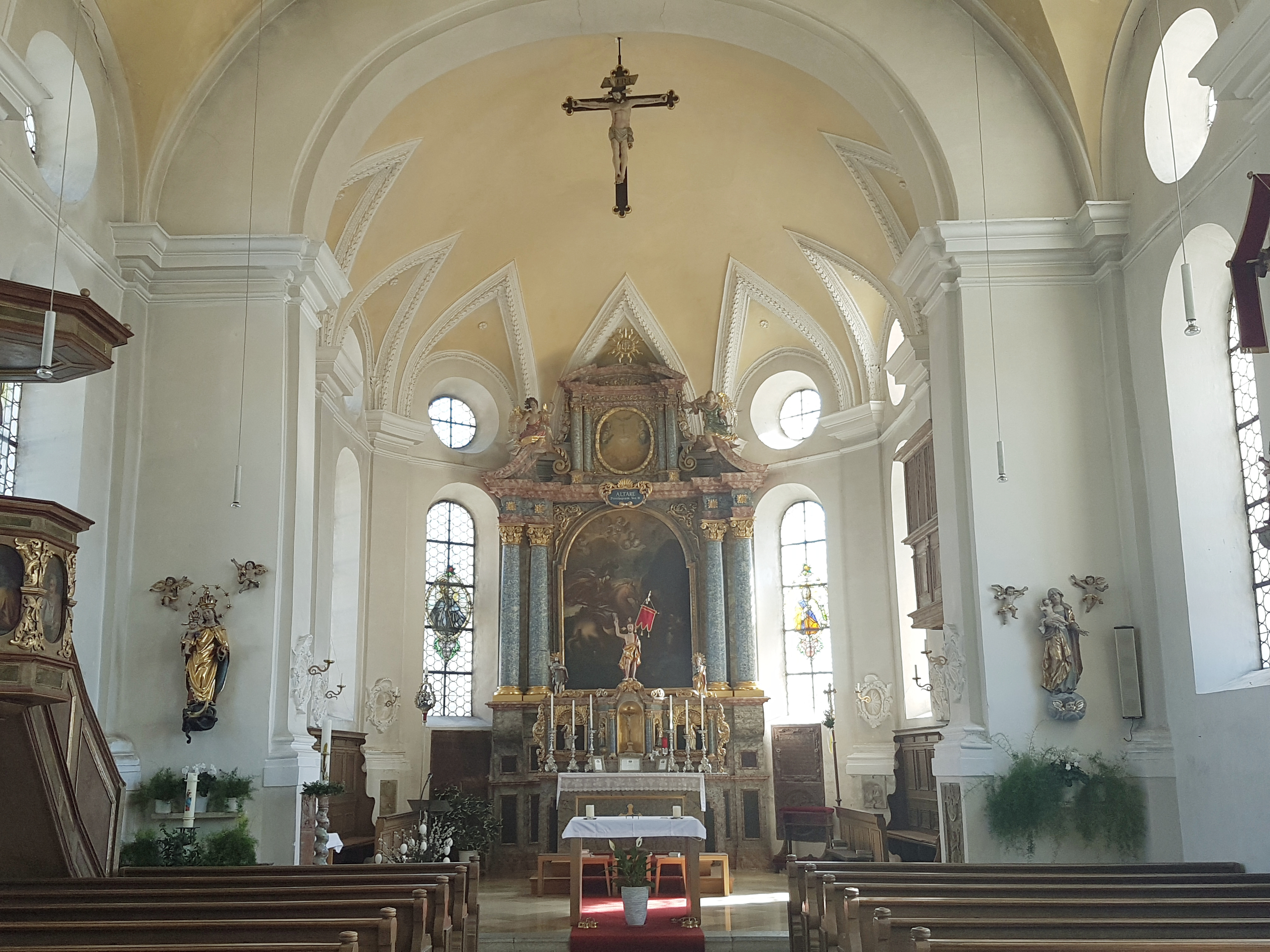
Innenraum

Es handelt sich bei St. Georg um einen hohen tonnengewölbten barocken Saalbau mit eingezogener Apsis und angefügter zweigeschossiger Sakristei. Der 24 Meter hohe Westturm mit Zwiebelhaube ist über zwei Geschosse vier- und darüber über zwei Geschosse achteckig. Die Seitenwände im Innenraum sind durch je sieben Pilaster gegliedert, die oben in die Mauerbänder des Gewölbes übergehen. An jeder Seite gibt es fünf Rundbogenfenster mit Oculi darüber. Die Stichkappen über den Rundbogenfenstern sind im Altarraum mit Miesbacher Stuck verziert. An der Westseite findet sich eine zweigeschossige Empore, die von dünnen Säulen getragen wird. An der Sichtseite sind die zwölf Apostel mit Jesus abgebildet (1883).

## Ausstattung

### Hochaltar

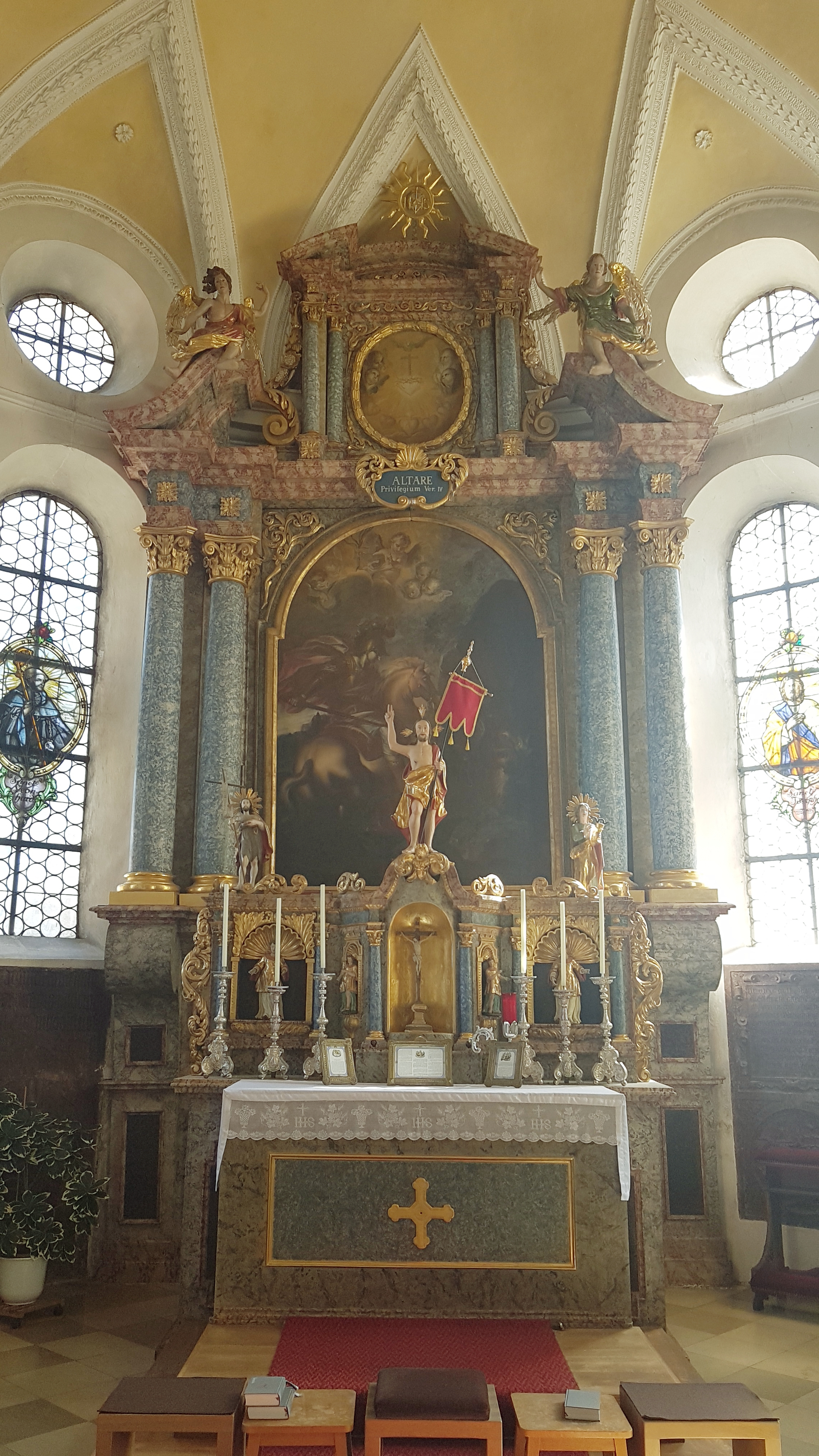
Hochaltar

Von den ursprünglich drei Altären ist nur noch der Hochaltar erhalten, dessen Erbauer unbekannt ist. Dieser besteht aus zwei gegeneinander versetzten Teilen. Neben dem Tabernakel stehen zwei Figuren; vermutlich stellen sie die Heiligen Stephanus und Laurentius dar. Auf dem Altar finden sich Figuren der beiden Heiligen Johannes, links der Täufer und rechts der Evangelist. Der hintere Teil des Altares zeigt über dem Altarbild eine Kartusche, auf welcher „Altare Privilegium Ver. IV“ steht. Dies bezieht sich auf ein Privileg, dass mit einer Messe an diesem Altar ein vollkommener Ablass verbunden ist, welcher einem Verstorbenen zugewendet werden kann. Das von vier Säulen gerahmte Altarbild ist von Johann Baptist Unterstainer und stellt den heiligen Georg beim Kampf mit dem Drachen dar. Sechs Putti darüber betrachten das Geschehen und ein Engel reicht einen Palmzweig als himmlische Belohnung. Der Oberbau wird ebenso von vier Säulen gerahmt. Das Gemälde zeigt ein Herz mit Dornenkrone, Kreuz und einer Taube darüber. Daneben sind vier Putti und darunter fünf flammende Herzen dargestellt. Es soll die Liebe des dreieinigen Gottes und die Gottes- und Nächstenliebe der Menschen symbolisieren. Auf den Voluten sitzen zwei barocke Engel. Den Abschluss des 8,40 Meter hohen Altares bildet ein Strahlenkranz mit dem IHS-Symbol.

### Die Pöringer Madonna
Die um 1400 entstandene Marienfigur gilt als herausragendes Werk der Gotik in der Region. Die stark vernachlässigte Figur wurde 2003/04 aufwendig restauriert. Die ursprüngliche Farbgebung wurde rekonstruiert und Farben und Maltechnik dem Original nachempfunden. Die Krone ist nicht mehr  erhalten und wurde in gotischem Stil ergänzt. Vermutlich hielt die Figur der Maria ursprünglich in der linken Hand einen Zepter.

### Weitere Figuren
An Stelle des früheren Seitenaltars steht eine spätgotische Madonna Immaculata um 1480. Die Figur wurde 2004 konserviert.
An Stelle des rechten Seitenaltars findet sich eine barocke Darstellung der hl. Anna mit Jesuskind. Sie wurde um 1700 von einem unbekannten Künstler erstellt und gilt als gute Schnitzarbeit. Auch diese Figur wurde 2004 restauriert. Die umgebenden Engelsfiguren stammen von den Seitenaltären.
Das Alter des Kreuzes an der Südwand ist unbekannt. Die Mater dolorosa sowie die zwei Engel stammen von den Seitenaltären.
Das Kreuz im Chorbogen ist aus der Zeit um 1600.
Eine wertvolle, spätgotische Figur des heiligen Georg steht im oberen Sakristeiraum. Sie wurde um 1550 erstellt und stand ursprünglich auf einer äußeren Mauernische über dem Eingang der Kirche.
Eine Prozessionsstange mit einer Figur des heiligen Georg ist vom Anfang des 18. Jahrhunderts.

### Epitaphien
Zwei Renaissancetafeln zeigen vermutlich Christoph Mendt, welcher seit 1603 Inhaber des Edelsitzes war, vor dem heiligen Christophorus und seinen Sohn Hans Sigmund Mendt vor dem heiligen Georg.
Die älteste Grabplatte für Erasmus Kunthendorfer († 1404) befindet sich vorne links unter dem Fenster. Die Grabplatte rechts vorne ist für das Ehepaar Mendt mit dem Wappen der Mendt und der Wagnereckher.

### Orgel

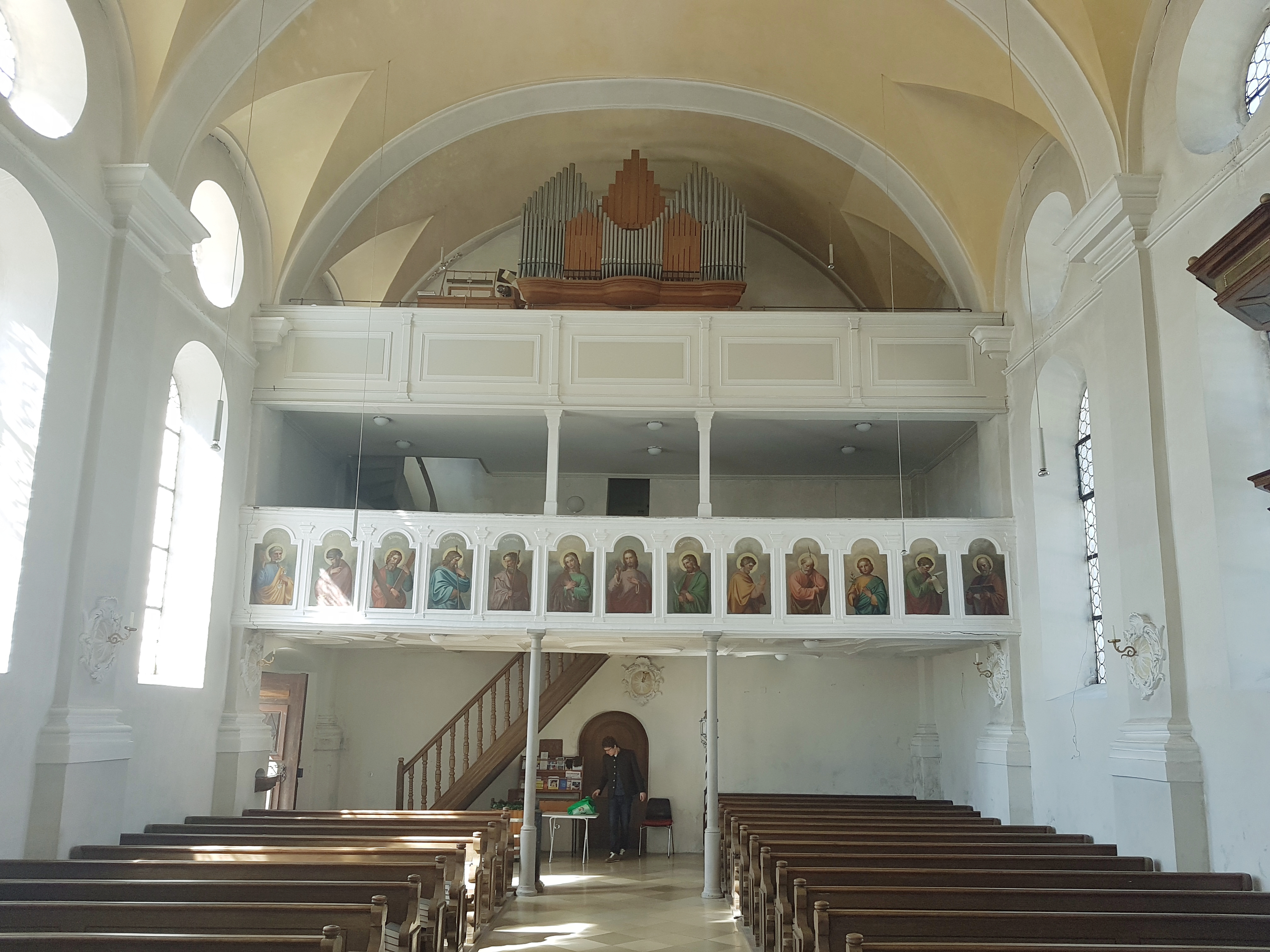
Innenraum nach Westen

Eine mechanische Orgel aus dem Jahre 1847 mit einem Manual und sieben Registern wurde 1953/54 durch ein neues Instrument von Orgelbaumeister Alois Wölfl aus Unterflossing mit 2 Manualen, 16 Registern und 1135 Pfeifen ersetzt. Die Orgel ist dem Gedächtnis der Gefallenen im Zweiten Weltkrieg gewidmet.

### Glocken
Die drei Glocken der Kirche erklingen in gis1 - h1 - cis2. Die beiden größeren sind aus dem Jahre 1949 und wiegen 8 und 5 Zentner. Diese ersetzten die Vorgänger, die in den beiden Weltkriegen eingeschmolzen wurden. Die kleinste Glocke ist aus dem Jahr 1925.

### Weitere Ausstattung
Zwischen Sakristeitüre und Oratorium findet sich ein barockes Gemälde der Auferstehung Christi aus der Erbauungszeit.

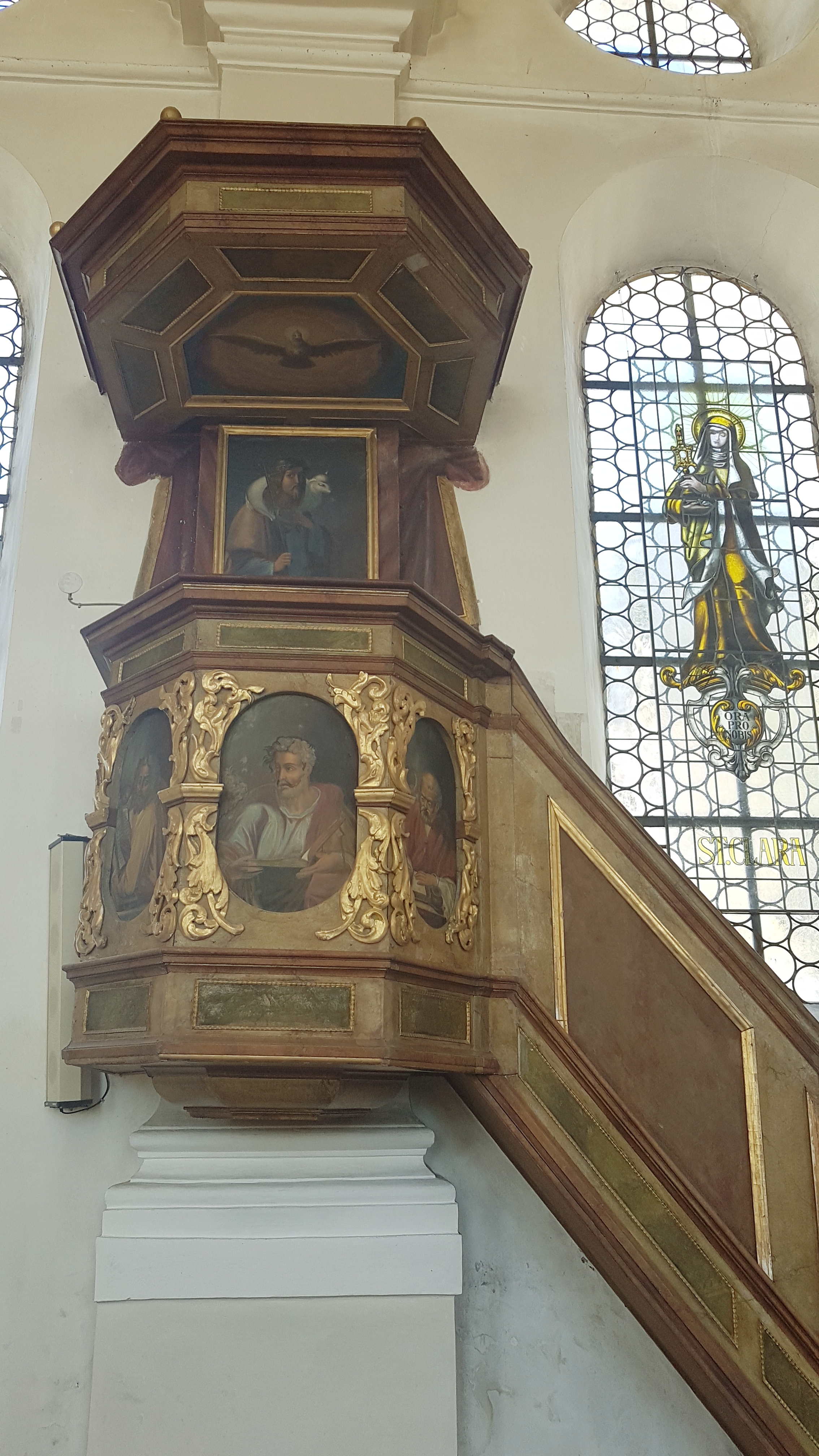
Kanzel

Die Kanzel ist mit den Bildern der vier Evangelisten versehen. An der Rückwand ist der Gute Hirte abgebildet.
Die Eingangs- und Sakristeitüre sind aus der Erbauungszeit und verfügen über ein komplexes Schließsystem. Der zugehörige Schlüssel ist 20 cm lang.
Das gotische Weihwasserbecken aus Rotmarmor neben der Kirchentüre stammt noch aus der Vorgängerkirche.